# William R. Forstchen
William Robert Forstchen (Newark, 1950) è un docente e romanziere statunitense.

## Biografia
Nasce a Newark nel New Jersey, dopo essersi laureato svolge diverse mansioni sino a quando nel 1978 riesce ad ottenere un posto come insegnante in una scuola del Maine. Consegue il dottorato presso la Purdue University con specializzazione in storia militare, storia della guerra civile americana e storia della tecnologia. Attualmente è professore di storia al Montreat College di Montreat, Carolina del Nord. Tra i suoi interessi c'è anche l'archeologia, ha preso parte a diverse spedizioni in Russia e Mongolia e nel 1998 ottiene una sovvenzione per compiere una spedizione di studio nella regione russa del Saratov. Grande appassionato di volo, possiede un Aeronca L-3, un aereo da ricognizione usato dall'aviazione americana durante la Seconda guerra mondiale.

### Attività letteraria
Inizia la sua attività di scrittore nel 1983 e pubblica una quarantina di romanzi e numerosi racconti brevi. La sua prima produzione letteraria è composta soprattutto da romanzi di fantascienza, ma scrive anche romanzi con ambientazione storica e di storia alternativa.
Collabora alla realizzazione di collane tratte da saghe fantasy e fantascientifiche celebri: nel 1994 è l'autore del primo volume dei romanzi basati sul gioco di carte Magic: l'Adunanza, dal titolo Arena. Tra il 1994 e il 1999 collabora con altri autori alla creazione dei romanzi tratti dalla celebre serie di videogiochi Wing Commander. Nel 1999 pubblica The Forgotten War opera ambientata nel mondo di Star Trek e parte della collana ispirata a Star Trek: The Next Generation.

Tra il 1987 e il 1995 scrive la trilogia The Gamester Wars che comprende tutti gli elementi tipici della sua narrativa: la presenza di figure storiche, un contesto fantascientifico e il rapporto tra l'uomo e la tecnologia.
Opera di transizione dalla fantascienza al contesto storico è la saga The Lost Regiment, iniziata nel 1990 e non ancora conclusa, che racconta le avventure di un reggimento dell'esercito dell'Unione che si ritrova catapultato in un mondo alieno.
Nel 2001 pubblica We Look Like Men of War, opera basata sulla sua tesi di dottorato in cui narra le vicende di un giovane soldato afroamericano che combatte nella battaglia del cratere del 30 luglio 1864. 
Nel 2002 scrive in collaborazione con Newt Gingrich il primo volume della trilogia di storia alternativa intitolata Gettysburg composta dal romanzo Gettysburg: A Novel of the Civil War, da Grant Comes East (2004) e da Never Call Retreat (2005). Il primo libro riscuote un grande successo ed entra nella classifica dei bestseller del New York Times.
Nel 2009 pubblica One Second After (Un istante dopo), romanzo in cui narra la sopravvivenza in una cittadina americana colpita dagli effetti di una bomba elettromagnetica sganciata sopra gli Stati Uniti. Per realizzare il romanzo l'autore conduce una lunga serie di studi e di ricerche sugli impulsi elettromagnetici (EMP: Electro-Magnetic Pulse) e in qualità di esperto viene quindi intervistato in diverse occasioni dalla rete televisiva Fox News, in merito agli effetti di un possibile attacco condotto con armi di questo tipo. Il libro ottiene un buon riscontro dai lettori ed entra nella classifica dei bestseller redatta dal New York Times. I diritti cinematografici dell'opera sono stati acquistati dalla Warner Bros. che ha intenzione di trarne un film.

## Opere

### Ice Prophet
- 1983 - Ice Prophet
- 1984 - The Flame Upon the Ice
- 1985 - A Darkness Upon the Ice

### Gamester Wars
- 1987 - The Alexandrian Ring
- 1988 - The Assassin Gambit
- 1993 - The Napoleon Wager

### Star Voyager
- 1994 - Star Voyager Academy
- 1998 - Article 23
- 1999 - Prometheus

### Wing Commander
- 1993 - End Run (con Christopher Stasheff)
- 1994 - Fleet Action
- 1995 - Heart of the Tiger (con Andrew Keith)
- 1996 - The Price of Freedom (con Ben Ohlander)
- 1998 - Action Stations
- 1999 - False Colors (con Andrew Keith)

### The Lost Regiment
- 1990 - Rally Cry
- 1991 - Union Forever
- 1992 - Terrible Swift Sword
- 1993 - Fateful Lightning
- 1997 - Battle Hymn
- 1998 - Never Sound Retreat
- 1999 - A Band of Brothers
- 1999 - Men of War
- 2000 - Down to the Sea: A Novel of Lost Regiment

### Gettysburg
- 2002 - Gettysburg: A Novel of the Civil War (con Newt Gingrich) (ISBN 0-312-30935-X)
- 2004 - Grant Comes East: A Novel of the Civil War (con Newt Gingrich) (ISBN 0-312-30937-6)
- 2005 - Never Call Retreat. Lee and Grant: The Final Victory (con Newt Gingrich) (ISBN 0-312-34298-5)

### Pacific War
- 2007 - Pearl Harbor: A Novel of December 8th (con Newt Gingrich)
- 2008 - 2 Days of Infamy (con Newt Gingrich)

### Altri romanzi
- 1994 - Magic the Gathering: Arena (ISBN 0-06-105424-0)
- 1999 - The Forgotten War (vol. 57 della collana Star Trek: The Next Generation) (ISBN 0-671-01159-6)
- 2001 - We Look Like Men of War (ISBN 0-7653-0115-6)
- 2009 - One Second After (ISBN 0-7653-1758-3)